# Comuna Schela, Gorj
Schela este o comună în județul Gorj, Oltenia, România, formată din satele Arsuri, Gornăcel, Păjiștele, Sâmbotin (reședința) și Schela.

## Demografie
Componența etnică a comunei Schela
     Români (91,74%)
     Alte etnii (0%)
     Necunoscută (8,26%)
Componența confesională a comunei Schela
     Ortodocși (90,49%)
     Alte religii (0,63%)
     Necunoscută (8,89%)
Conform recensământului efectuat în 2021, populația comunei Schela se ridică la 1.598 de locuitori, în scădere față de recensământul anterior din 2011, când fuseseră înregistrați 1.674 de locuitori. Majoritatea locuitorilor sunt români (91,74%), iar pentru 8,26% nu se cunoaște apartenența etnică. Din punct de vedere confesional, majoritatea locuitorilor sunt ortodocși (90,49%), iar pentru 8,89% nu se cunoaște apartenența confesională.

## Politică și administrație
Comuna Schela este administrată de un primar și un consiliu local compus din 11 consilieri. Primarul, Constantin-Gabriel Deteșan[*], de la Partidul Național Liberal, este în funcție din octombrie 2020. Începând cu alegerile locale din 2024, consiliul local are următoarea componență pe partide politice:
|  | Partid                          | Consilieri | Componența Consiliului | Componența Consiliului | Componența Consiliului | Componența Consiliului |
|  | ------------------------------- | ---------- | ---------------------- | ---------------------- | ---------------------- | ---------------------- |
|  | Partidul Național Liberal       | 4          |                        |                        |                        |                        |
|  | Partidul Social Democrat        | 4          |                        |                        |                        |                        |
|  | Alianța pentru Unirea Românilor | 2          |                        |                        |                        |                        |
|  | Partidul Ecologist Român        | 1          |                        |                        |                        |                        |

## Vezi și
- Biserica de lemn din Sâmbotin
- Biserica de lemn din Schela-Cornet
- Biserica de lemn din Vlădoi (Schela)
- Nordul Gorjului de Vest (sit de importanță comunitară)
- Defileul Jiului (sit de importanță comunitară)